# Конти, Бернардино дей

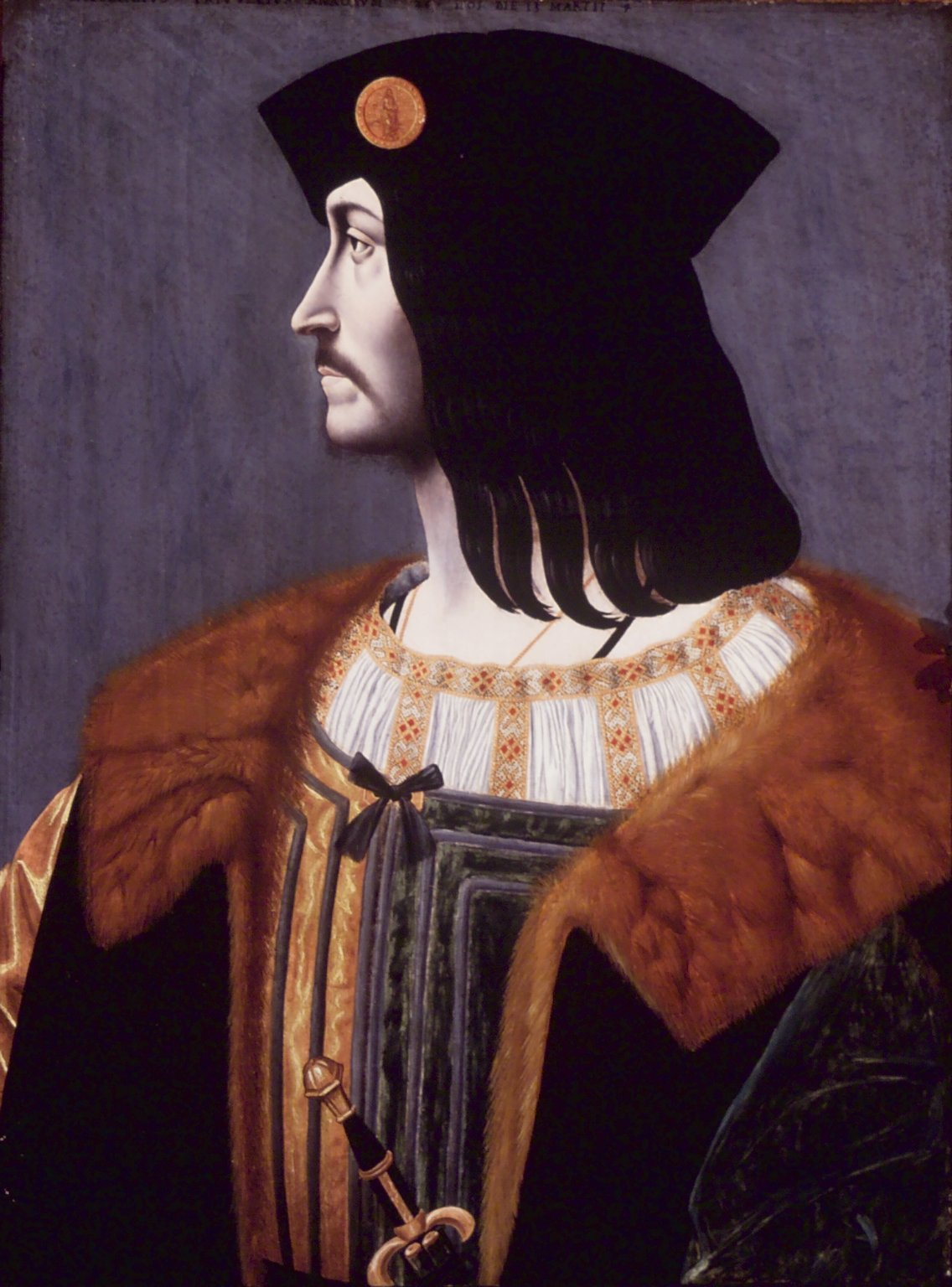
Портрет Каттеллано Тривульцио

Бернарди́но дей Ко́нти (итал. Bernardino dei Conti) или Бернарди́но де Ко́нти (итал. Bernardino de' Conti); ок. 1450 — ок. 1525; задокументирован в 1494—1522 годах) — итальянский художник миланской школы эпохи Ренессанса, портретист. Возможно, ученик Амброджио де Предиса, поскольку манера их весьма схожа.